# Enrico Benedetto Stuart
Enrico Benedetto Maria Clemente Francesco Saverio Stuart (Roma, 6 marzo 1725 – Frascati, 13 luglio 1807) è stato un arcivescovo cattolico, cardinale e militare britannico.
Fu il quarto e ultimo pretendente "giacobita" (della linea cattolica degli Stuart) al trono di Inghilterra, Scozia e Irlanda: ebbe il titolo di "Duca di York" nella parìa giacobita e, secondo tali pretese, avrebbe dovuto essere chiamato Enrico IX. Nonostante tutto, Enrico non fece nulla per impadronirsi del trono e venne riconosciuto soltanto come "Cardinale Duca di York". A soli ventitré anni fu creato cardinale per concessione politica di Benedetto XIV, senza essere ancora né diacono né presbitero; venne ordinato sacerdote solo l'anno seguente dal papa stesso, senza che avesse frequentato il seminario o intrapreso la carriera ecclesiastica precedentemente. Fu cardinale per circa 60 anni, in seguito anche vescovo, partecipando come elettore a diversi conclavi. Alla sua morte si estinse la linea maschile degli Stuart, discendenti da Giacomo VI e Maria Stuarda. Il titolo giacobita fu ereditato da Carlo Emanuele IV di Savoia, il quale però non lo rivendicò mai riconoscendo definitivamente il casato di Hannover come regnante di Gran Bretagna.

## Biografia

### Infanzia

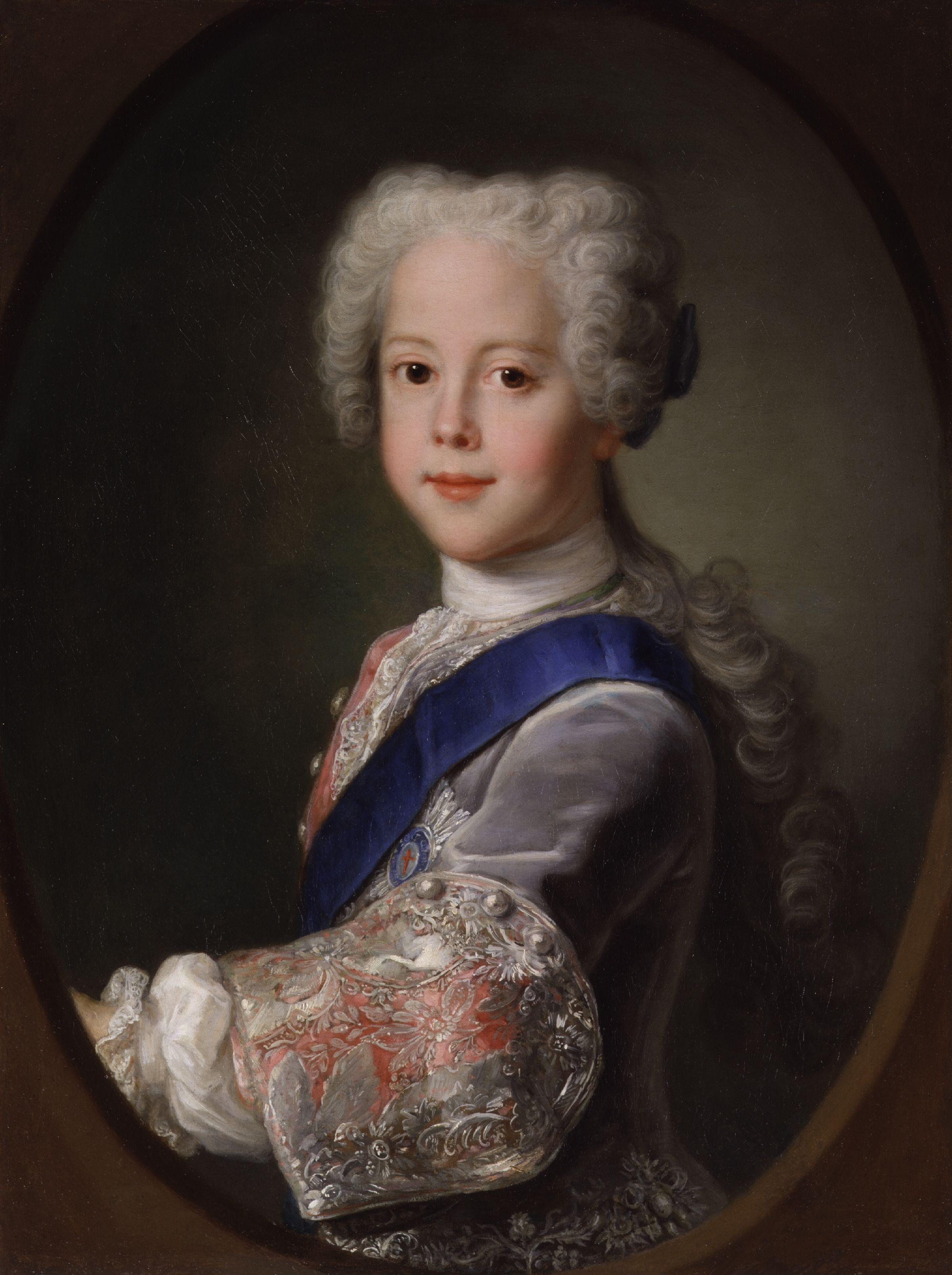
Enrico Benedetto d'Inghilterra ritratto in tenera età da Antonio David

Enrico Benedetto Stuart nacque il 6 marzo 1725 a Roma, presso Palazzo Muti (oggi Palazzo Balestra). Egli era il figlio minore di Giacomo Edoardo Stuart, figlio di Giacomo II d'Inghilterra e noto come il Vecchio Pretendente, e di Maria Clementina Sobieska, nipote di Giovanni III Sobieski, re di Polonia. 

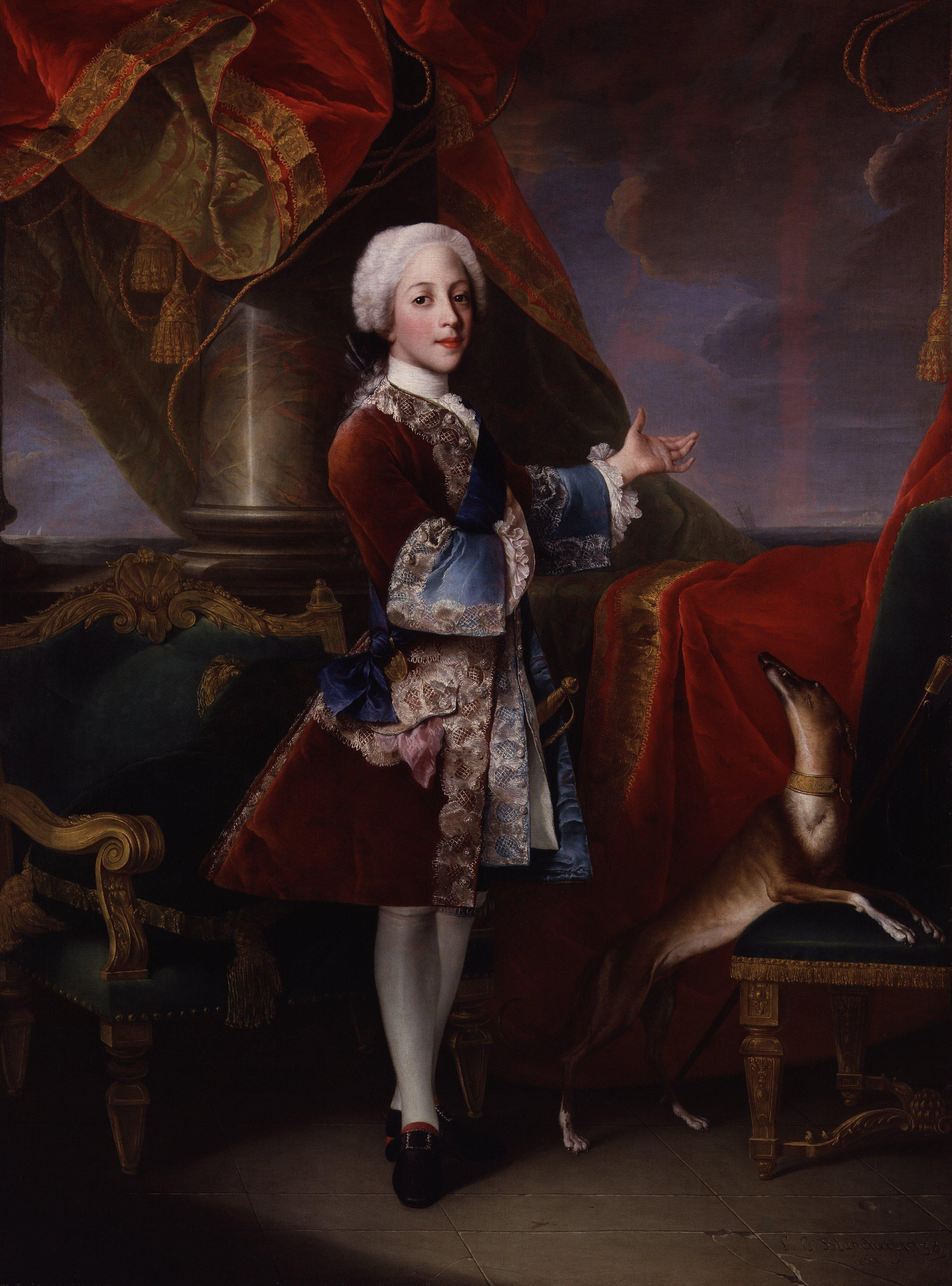
Il giovane Enrico Stuart in un ritratto di Louis Gabriel Blanchet

Ancora infante, fu battezzato secondo il rito cattolico da papa Benedetto XIII nella cappella di Palazzo Muti e ricevette i nomi di Enrico Benedetto Tommaso Edoardo Maria Clemente Francesco Saverio. Dalla nascita, in pretesa, gli vennero imposti i titoli di principe d'Inghilterra, Scozia, Francia e Irlanda. Suo fratello maggiore era Carlo Edoardo Stuart, conosciuto col soprannome di Bonnie Prince Charlie o il Giovane Pretendente. Per parte di madre era imparentato col cardinale Jan Aleksander Lipski.
Egli trascorse la propria infanzia presso il palazzo del padre a Roma, trasferendosi occasionalmente ad Albano e a Bologna ove venne educato.

### Carriera militare

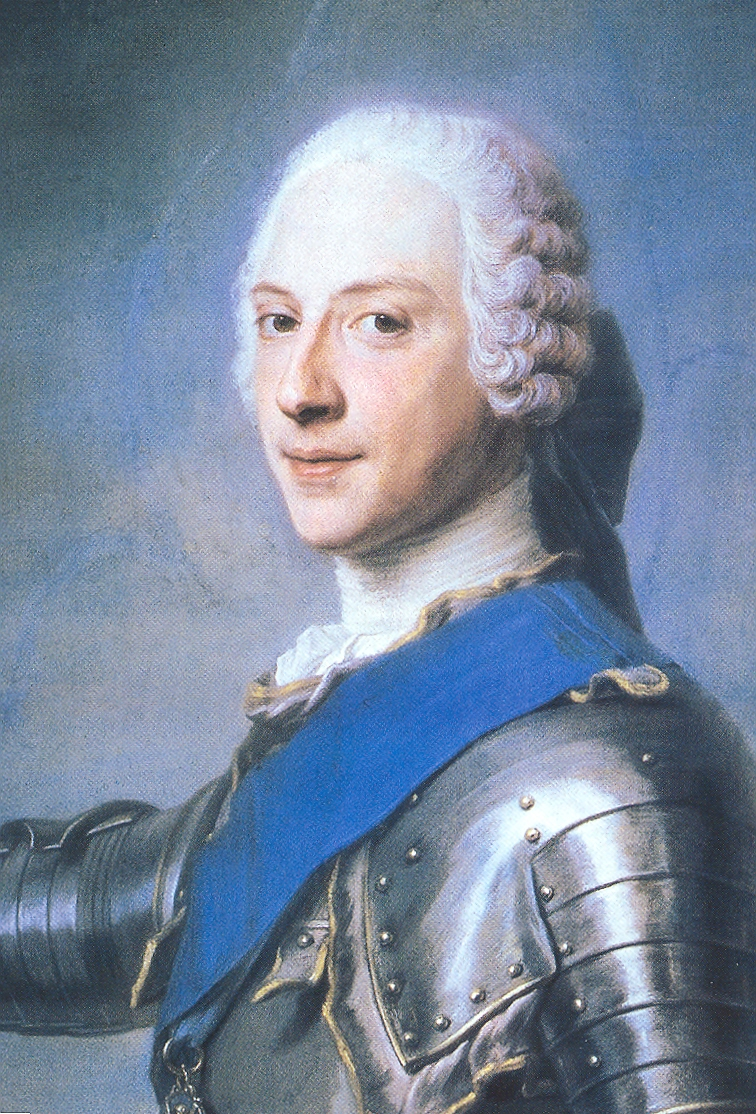
Il Duca di York ritratto da Maurice Quentin de La Tour in tenuta militare

Nell'ottobre del 1745 si recò a Parigi per ricercare sostegno alla campagna del fratello, il principe Carlo, per restaurare il loro padre al trono di Gran Bretagna. Egli ottenne dal Regno di Francia truppe, artiglieria e navi per raggiungere tale scopo anche se per problemi tecnici né Enrico né le truppe francesi raggiunsero mai la Scozia in supporto alla sommossa scoppiata in quell'anno e questo portò a una conflittualità tra Enrico ed il fratello che si protrasse negli anni. Nel maggio e nel giugno del 1746 il duca Enrico partecipò nel suo unico servizio militare durante l'assedio di Anversa. Nell'ottobre successivo, egli fece ritorno a Clichy presso Parigi dove si ricongiunse poco dopo al fratello. 

### Cardinalato

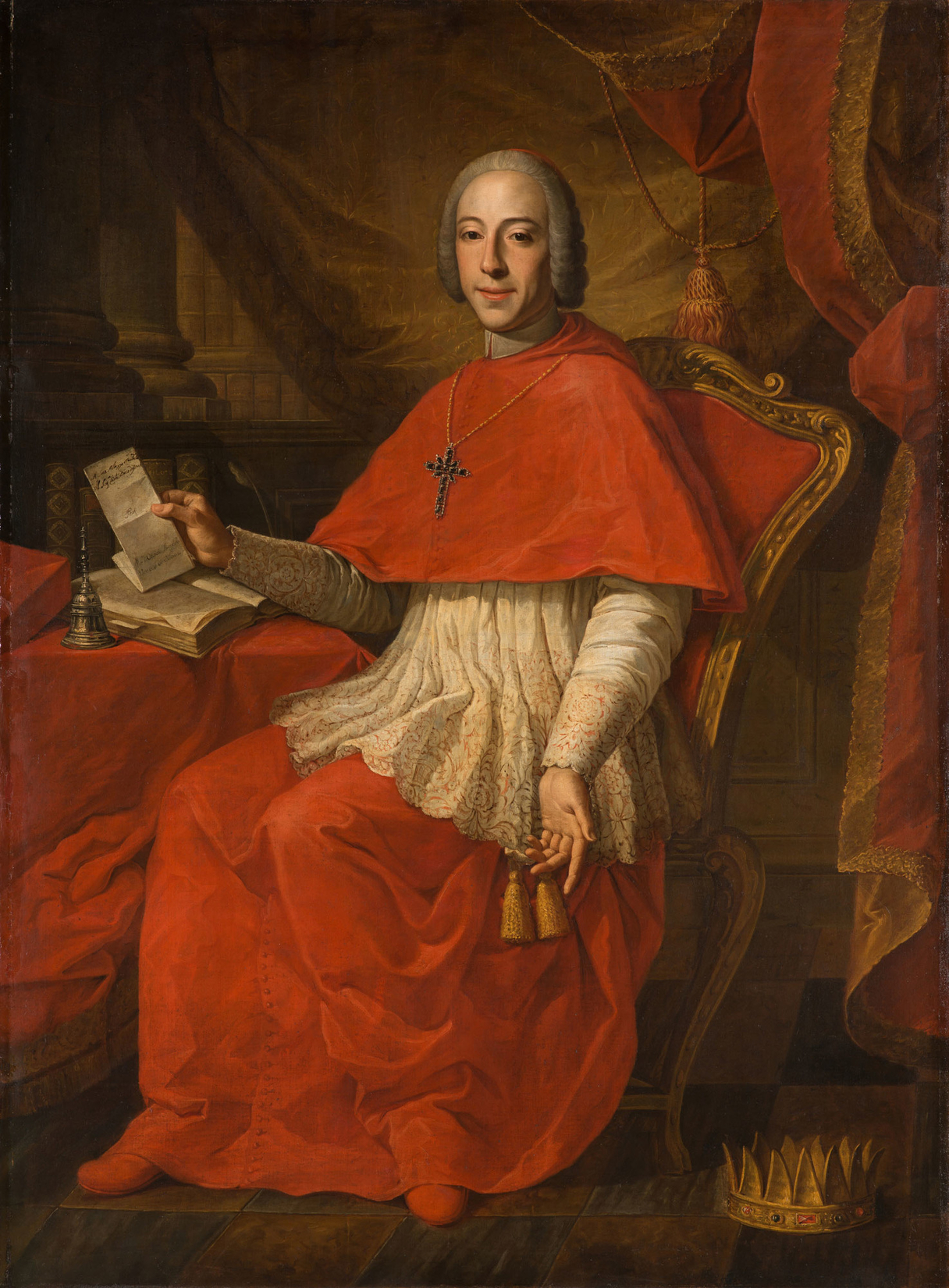
Il cardinal Enrico Stuart in un ritratto di scuola romana custodito nella Royal Collection

Nel giugno del 1747 papa Benedetto XIV annunciò la sua intenzione di elevare il duca Enrico Stuart alla dignità di cardinale di Santa Romana Chiesa ed egli ricevette la tonsura clericale direttamente dal pontefice nella Cappella Sistina il 30 giugno 1747.
Creato cardinale diacono nel concistoro del 3 luglio 1747, Enrico ricevette la berretta cardinalizia l'8 luglio di quello stesso anno per poi ottenere la diaconia di Santa Maria in Portico Campitelli dal 31 luglio. Subito gli venne garantita la dispensa papale per ricoprire il ruolo di cardinale senza aver ricevuto né il suddiaconato né il diaconato il 27 agosto 1747, salvo poi riparare il 17 agosto dell'anno successivo ottenendo gli ordini minori e il suddiaconato da papa Benedetto XIV unitamente al diaconato ricevuto il 25 agosto di quello stesso anno.
Il 1º settembre 1748, Enrico Benedetto Stuart ricevette l'ordinazione sacerdotale da papa Benedetto XIV nella Basilica dei Santi XII Apostoli a Roma e optò dunque per l'ordine dei cardinali presbiteri e la sua diaconia venne elevata pro illa vice a tale titolo il 16 settembre 1748. Arciprete della Basilica di San Pietro in Vaticano e prefetto della Sacra Congregazione della Veneranda Fabbrica di San Pietro, divenne contestualmente protettore dell'ordine dei Certosini l'8 novembre 1751. Il 18 dicembre 1752 optò per il titolo presbiteriale dei Santi XII Apostoli mantenendo in commendam il titolo di Santa Maria in Portico Campitelli. Nominato Camerlengo del Sacro Collegio dei Cardinali dal 13 marzo 1758, rimase in tale carica sino al 28 gennaio 1760. Partecipò quindi al conclave del 1758 che elesse a pontefice Clemente XIII.
Eletto arcivescovo titolare di Corinto il 2 ottobre 1758, Enrico Benedetto Stuart venne consacrato vescovo il 19 novembre di quell'anno nella Basilica dei Santi XII Apostoli a Roma dal nuovo papa Clemente XIII, assistito dal cardinale Giovanni Antonio Guadagni, vescovo di Porto e Santa Rufina, e dal cardinale Francesco Scipione Maria Borghese, vescovo di Albano. Il duca di York optò dunque per il titolo di Santa Maria in Trastevere, mantenendo in commendam il titolo dei Santi XII Apostoli dal 12 febbraio 1759. Scelse dunque di passare all'ordine dei cardinali-vescovi e optò per la sede suburbicaria di Frascati dal 13 luglio 1761. Vicecancelliere di Santa Romana Chiesa dal 24 gennaio 1763, rimase in carica sino alla sua morte. Ricevette quindi in commendam il titolo di San Lorenzo in Damaso (in quanto pertinenza del Vicecancelliere) il giorno della sua nomina e partecipò poi al conclave del 1769 che elesse a pontefice Clemente XIV. Prese parte nuovamente al conclave del 1775 ove venne eletto papa Pio VI.

### Ascesa giacobita
Nel 1788, alla morte del fratello (avendo costui solo una figlia illegittima mentre il suo matrimonio con Luisa di Stolberg-Gedern era finito con una separazione), venne proclamato dai giacobiti Enrico IX, re de iure di Inghilterra, Scozia, Francia e Irlanda. Nominato protettore dell'Ordine dei Frati Minori Cappuccini il 9 luglio 1793, nel 1798 durante l'invasione di Roma da parte delle truppe bonapartiste, contribuì decisamente ad evitare che la città venisse saccheggiata pagando a proprie spese un "riscatto" per Roma. Prese parte al conclave del 1799-1800 che elesse papa Pio VII ed optò dal 26 settembre 1803 di passare alla sede suburbicaria di Ostia e Velletri. Decano del Sacro Collegio dei Cardinali, prescelse di continuare a risiedere al palazzo episcopale di Frascati.

### Morte

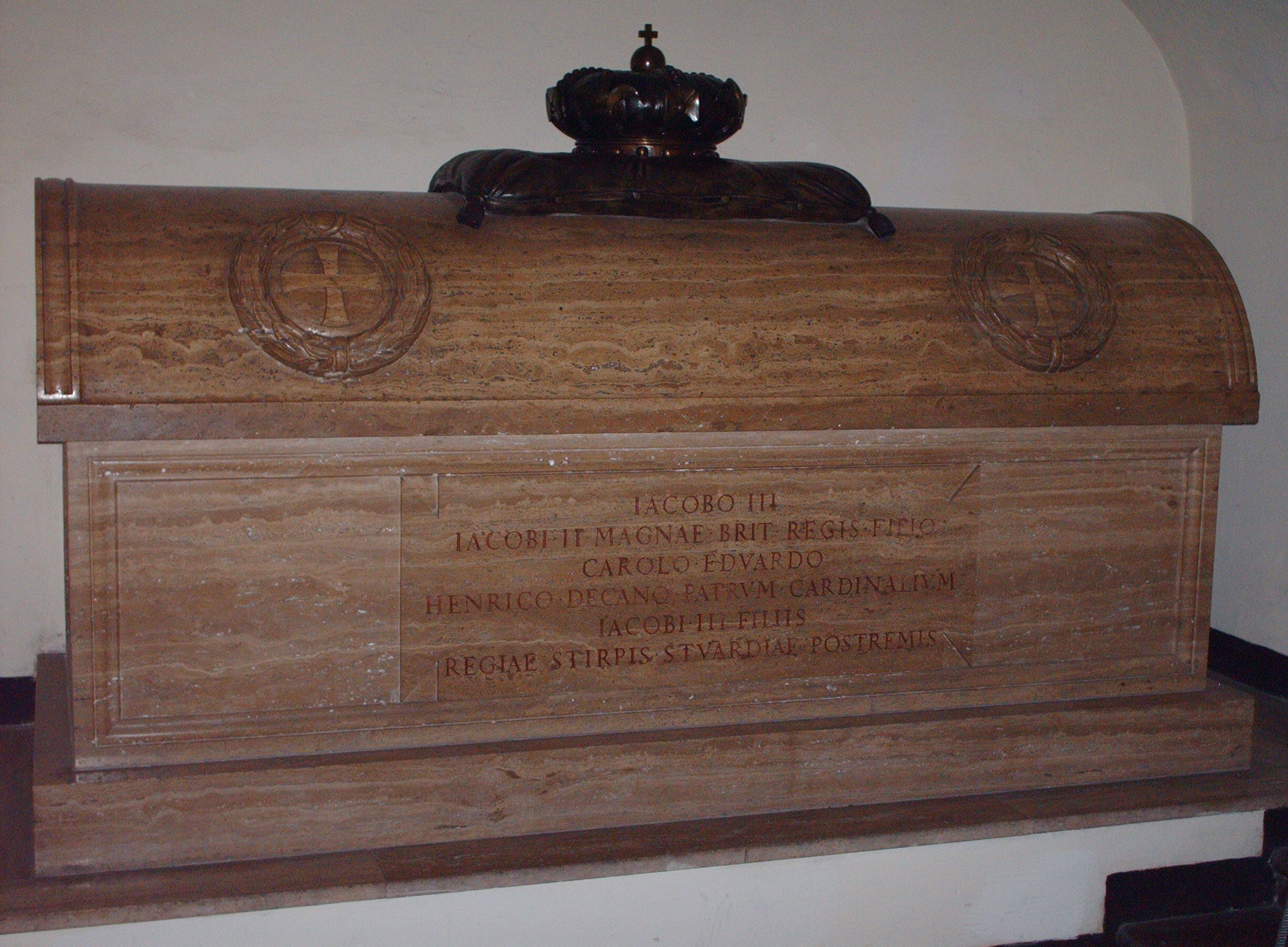
La tomba della famiglia Stuart nelle Grotte Vaticane.

Enrico Benedetto Stuart morì il 13 luglio 1807 al palazzo episcopale della sede di Frascati. La sua salma venne esposta nella chiesa di Sant'Andrea della Valle a Roma ove ebbero luogo anche i funerali, e venne sepolto accanto al padre ed al fratello nella tomba della famiglia Stuart presente nelle Grotte vaticane. Attualmente le tre salme si trovano in una tomba di granito rosso sovrastata dalla corona reale inglese commissionata da re Giorgio VI del Regno Unito nel 1939. Le lapidi originali delle tombe si trovano oggi al pontificio collegio scozzese di Roma e gli riconoscevano il titolo di Re Enrico IX (e al fratello quello di Re  Carlo III) mentre l'attuale iscrizione sulla tomba del 1939 riprende quella collettiva del monumento agli Stuart, realizzato da Antonio Canova e che si trova nella Basilica di San Pietro e che cita semplicemente il padre come Giacomo III, ed Enrico e Carlo Edoardo come suoi figli e nipoti di Giacomo II.
Si ritiene che la durata del suo cardinalato (60 anni) sia stata la più lunga nella storia della Chiesa cattolica, ed egli fu l'ultimo a morire dei cardinali nominati da Benedetto XIV.
Con il suo testamento stabilì che i suoi diritti ai troni di Inghilterra e di Scozia passassero al suo parente più prossimo: Carlo Emanuele IV, re di Sardegna, che fu riconosciuto come Carlo IV dai Giacobiti.
Le memorie d'epoca lo ricordano come uomo molto munifico, generoso e prodigo con gli altri.

## Ascendenza
|                               |                         |                                       | Genitori                                  |  |  | Nonni |  |  | Bisnonni              |  |  | Trisnonni               |  |
|                               |                         |                                       |                                           |  |  |       |  |  | Carlo I d'Inghilterra |  |  | Giacomo I d'Inghilterra |  |
|                               |                         |                                       |                                           |  |  |       |  |  | Carlo I d'Inghilterra |  |  | Giacomo I d'Inghilterra |  |
|                               |                         | Anna di Danimarca                     |                                           |  |  |       |  |  | Carlo I d'Inghilterra |  |  |                         |  |
| Giacomo II d'Inghilterra      |                         |                                       |                                           |  |  |       |  |  | Carlo I d'Inghilterra |  |  |                         |  |
|                               |                         | Enrichetta Maria di Francia           | Enrico IV di Francia                      |  |  |       |  |  |                       |  |  |                         |  |
|                               |                         | Enrichetta Maria di Francia           | Enrico IV di Francia                      |  |  |       |  |  |                       |  |  |                         |  |
|                               |                         | Enrichetta Maria di Francia           | Maria de' Medici                          |  |  |       |  |  |                       |  |  |                         |  |
| Giacomo Stuart                |                         | Enrichetta Maria di Francia           |                                           |  |  |       |  |  |                       |  |  |                         |  |
|                               |                         | Alfonso IV d'Este                     | Francesco I d'Este                        |  |  |       |  |  |                       |  |  |                         |  |
|                               |                         | Alfonso IV d'Este                     | Francesco I d'Este                        |  |  |       |  |  |                       |  |  |                         |  |
|                               |                         | Alfonso IV d'Este                     | Maria Farnese                             |  |  |       |  |  |                       |  |  |                         |  |
| Maria Beatrice d'Este         |                         | Alfonso IV d'Este                     |                                           |  |  |       |  |  |                       |  |  |                         |  |
|                               |                         | Laura Martinozzi                      | Girolamo Martinozzi                       |  |  |       |  |  |                       |  |  |                         |  |
|                               |                         | Laura Martinozzi                      | Girolamo Martinozzi                       |  |  |       |  |  |                       |  |  |                         |  |
|                               |                         | Laura Martinozzi                      | Laura Margherita Mazzarino                |  |  |       |  |  |                       |  |  |                         |  |
| Enrico Benedetto Stuart       |                         | Laura Martinozzi                      |                                           |  |  |       |  |  |                       |  |  |                         |  |
|                               | Giovanni III di Polonia | Jakub Sobieski                        |                                           |  |  |       |  |  |                       |  |  |                         |  |
|                               | Giovanni III di Polonia | Jakub Sobieski                        |                                           |  |  |       |  |  |                       |  |  |                         |  |
|                               | Giovanni III di Polonia | Zofia Teofillia Daniłowicz            |                                           |  |  |       |  |  |                       |  |  |                         |  |
| Giacomo Luigi Sobieski        | Giovanni III di Polonia |                                       |                                           |  |  |       |  |  |                       |  |  |                         |  |
|                               |                         | Maria Casimira de la Grange d'Arquien | Henri Albert de La Grange d'Arquien       |  |  |       |  |  |                       |  |  |                         |  |
|                               |                         | Maria Casimira de la Grange d'Arquien | Henri Albert de La Grange d'Arquien       |  |  |       |  |  |                       |  |  |                         |  |
|                               |                         | Maria Casimira de la Grange d'Arquien | Françoise de La Châtre                    |  |  |       |  |  |                       |  |  |                         |  |
| Maria Clementina Sobieska     |                         | Maria Casimira de la Grange d'Arquien |                                           |  |  |       |  |  |                       |  |  |                         |  |
|                               |                         | Filippo Guglielmo del Palatinato      | Volfango Guglielmo del Palatinato-Neuburg |  |  |       |  |  |                       |  |  |                         |  |
|                               |                         | Filippo Guglielmo del Palatinato      | Volfango Guglielmo del Palatinato-Neuburg |  |  |       |  |  |                       |  |  |                         |  |
|                               |                         | Filippo Guglielmo del Palatinato      | Maddalena di Baviera                      |  |  |       |  |  |                       |  |  |                         |  |
| Edvige del Palatinato-Neuburg |                         | Filippo Guglielmo del Palatinato      |                                           |  |  |       |  |  |                       |  |  |                         |  |
|                               |                         | Elisabetta Amalia d'Assia-Darmstadt   | Giorgio II d'Assia-Darmstadt              |  |  |       |  |  |                       |  |  |                         |  |
|                               |                         | Elisabetta Amalia d'Assia-Darmstadt   | Giorgio II d'Assia-Darmstadt              |  |  |       |  |  |                       |  |  |                         |  |
|                               |                         | Elisabetta Amalia d'Assia-Darmstadt   | Sofia Eleonora di Sassonia                |  |  |       |  |  |                       |  |  |                         |  |
|                               |                         | Elisabetta Amalia d'Assia-Darmstadt   |                                           |  |  |       |  |  |                       |  |  |                         |  |

## Genealogia episcopale e successione apostolica
La genealogia episcopale è:
- Cardinale Scipione Rebiba
- Cardinale Giulio Antonio Santori
- Cardinale Girolamo Bernerio, O.P.
- Arcivescovo Galeazzo Sanvitale
- Cardinale Ludovico Ludovisi
- Cardinale Luigi Caetani
- Cardinale Ulderico Carpegna
- Cardinale Paluzzo Paluzzi Altieri degli Albertoni
- Papa Benedetto XIII
- Papa Benedetto XIV
- Papa Clemente XIII
- Cardinale Enrico Benedetto Stuart

La successione apostolica è:
- Vescovo Giovanni Domenico Santucci (1758)
- Vescovo Charles-François de Pélissier de Saint-Ferréol (1758)
- Arcivescovo Domenico Rovegno (1759)
- Vescovo Ignazio Savastano (1759)
- Vescovo Giuseppe Maria Foschi (1759)
- Arcivescovo Francesco Saverio Mastrilli, C.R. (1759)
- Vescovo Giovanni Battista Mami (1760)
- Vescovo Francesco Maria Pasini (1760)
- Vescovo Anselmo Cattich (1760)
- Arcivescovo Ottavio Antonio Baiardi (1761)
- Arcivescovo Carlo Parlati, C.P.O. (1761)
- Arcivescovo Matteo Gennaro Testa Piccolomini (1761)
- Vescovo Filippo Amadei (1762)
- Arcivescovo Giovanni Domenico Mansi, Sch.P. (1764)
- Vescovo Giovanni Battista Orsi (1764)
- Vescovo Michele Tafuri (1765)
- Vescovo François Maria Collet, S.I. (1766)
- Arcivescovo Giuseppe Simone Assemani (1766)
- Vescovo Vitale Giuseppe de' Buoi (1767)
- Vescovo Giuseppe Maria Sisto y Britto, C.R. (1768)
- Vescovo Angelo Maria Zuccari (1768)
- Cardinale Marcantonio Marcolini (1769)
- Vescovo Nicola Bizarri (1769)
- Arcivescovo Bonaventura Prestandrea, O.F.M.Conv. (1769)
- Vescovo Bartolomeo Olivazzi (1769)
- Vescovo Agostino Gorgoni (1770)
- Arcivescovo Francesco Ferdinando Sanseverino, C.P.O. (1770)
- Arcivescovo Agostino Gervasio, O.E.S.A. (1770)
- Vescovo Giovanni Battista de Pergen (1770)
- Arcivescovo Luigi del Giudice, O.S.B.Coel. (1770)
- Arcivescovo Martino Bianchi (1770)
- Vescovo Giacomo Maria de Tarsia, O.M. (1770)
- Arcivescovo Tomás de Azpuru Ximénez (1770)
- Vescovo Matthieu François Antoine Philippe Guasco, O.F.M.Obs. (1770)
- Vescovo Nicolas Angelo Odardo Stefanini (1770)
- Cardinale Giovanni Ottavio Manciforte Sperelli (1771)
- Vescovo Corrado Maria Deodato Moncada (1773)
- Vescovo Giuseppe Bernardino Pecci, O.S.B. (1774)
- Patriarca Giovanni Francesco Guidi di Bagno-Talenti (1775)
- Cardinale Gennaro Antonio de Simone (1775)
- Cardinale Ignazio Busca (1775)
- Vescovo Francesco de Lauria (1775)
- Cardinale Nicola Colonna di Stigliano (1776)
- Cardinale Andrea Corsini (1776)
- Vescovo Carlo Zangari (1780)
- Cardinale Paolo Francesco Antamori (1781)
- Vescovo Etienne-André-François de Paule de Fallot de Béaupré de Beaumont (1782)
- Arcivescovo Ottavio Boni (1783)
- Vescovo Ottavio Angelelli (1785)
- Vescovo Teodoro Giacomo Filippo Luvini, O.F.M.Cap. (1785)
- Cardinale Ippolito Antonio Vincenti Mareri (1785)
- Arcivescovo Spiridione Berioli (1787)
- Arcivescovo Alessandro Tommasini (1792)
- Vescovo Giovanni Battista Marchese (1792)
- Vescovo Giovanni Luca Solari (1792)
- Papa Leone XII (1794)
- Cardinale Michele Di Pietro (1794)
- Cardinale Giovanni Battista Bussi de Pretis (1794)
- Arcivescovo Angelico Benincasa, O.F.M.Cap. (1796)
- Vescovo Gregorio Boari, O.F.M.Cap. (1797)
- Arcivescovo Francesco Saverio Bassi, O.S.B. (1797)
- Arcivescovo Giovanni Coppola (1800)
- Patriarca Benedetto Fenaja, C.M. (1800)
- Vescovo Francesco Maria Cioja (1800)
- Vescovo Angiolo Cesarini (1801)
- Cardinale Lorenzo Caleppi (1801)
- Cardinale Francesco Bertazzoli (1802)
- Arcivescovo Dionisio Ridolfini Conestabile (1802)